# كأس جورجيا 1999–2000
كأس جورجيا 1999–2000 هو موسم من كأس جورجيا. أشرف على تنظيمه اتحاد جورجيا لكرة القدم، وفاز فيه لوكوموتيف تبيليسي ‏.